# Aralia (Gattung)
Die Pflanzengattung Aralia gehört zur Familie der Araliengewächse (Araliaceae). Die etwa 71 Arten kommen hauptsächlich in Südostasien und China sowie einige Arten in der Neuen Welt vor. Wenige Arten werden als Zierpflanzen genutzt.

## Beschreibung

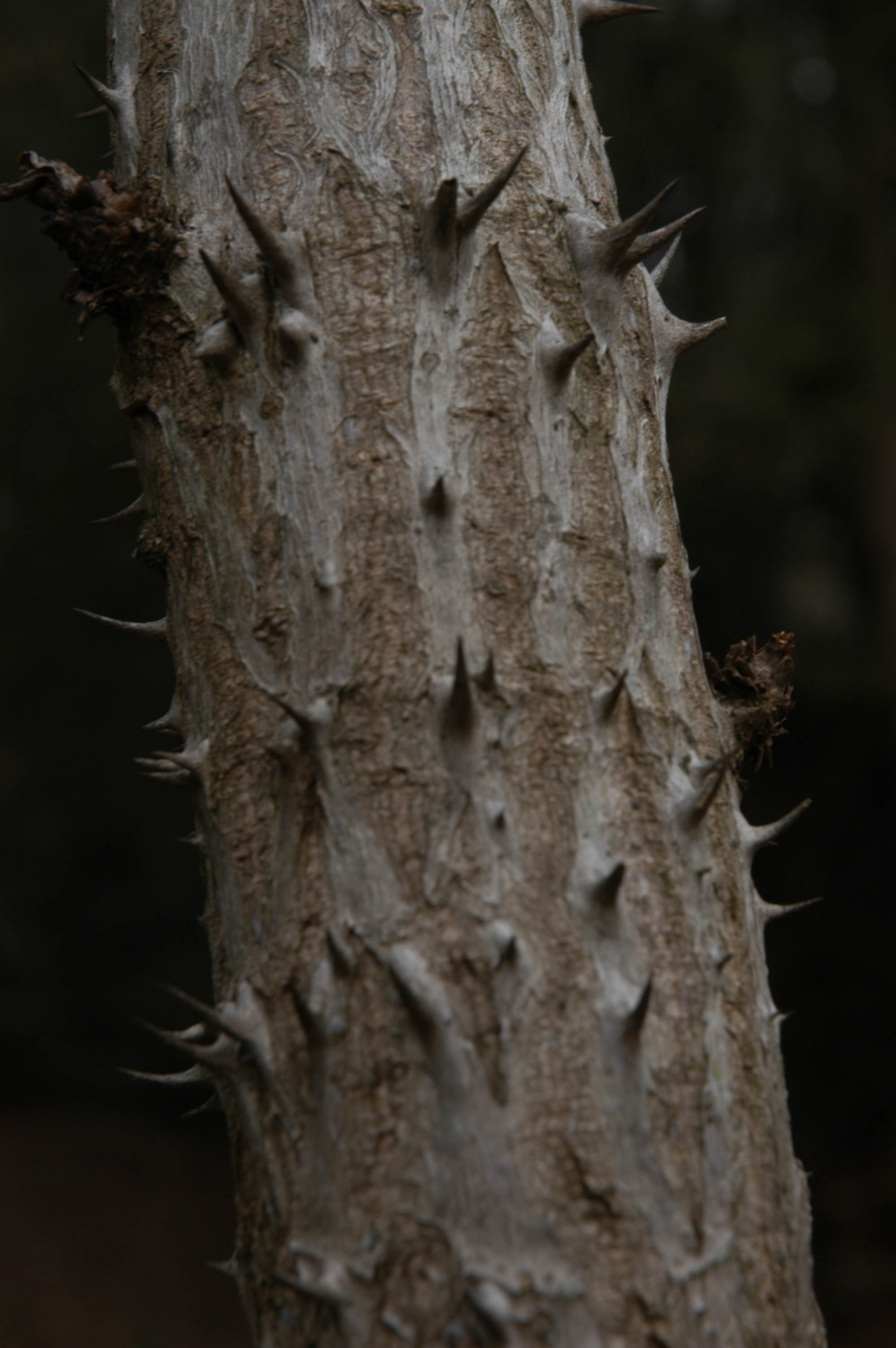
Sektion Dimorphanthus: Mit Stacheln bewehrter Stamm von Aralia spinosa

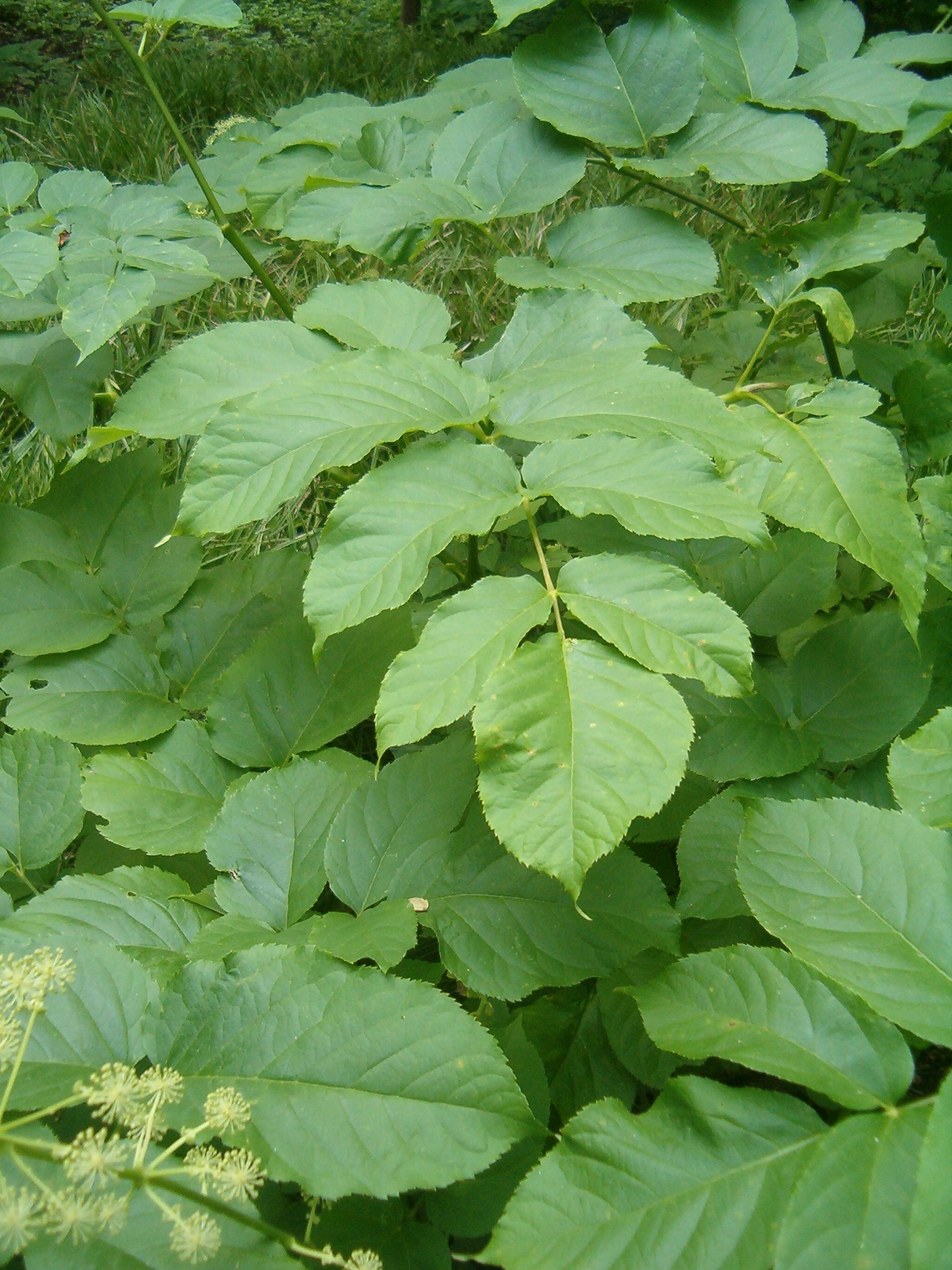
Sektion Aralia: Gefiederte Laubblätter von Aralia cordata

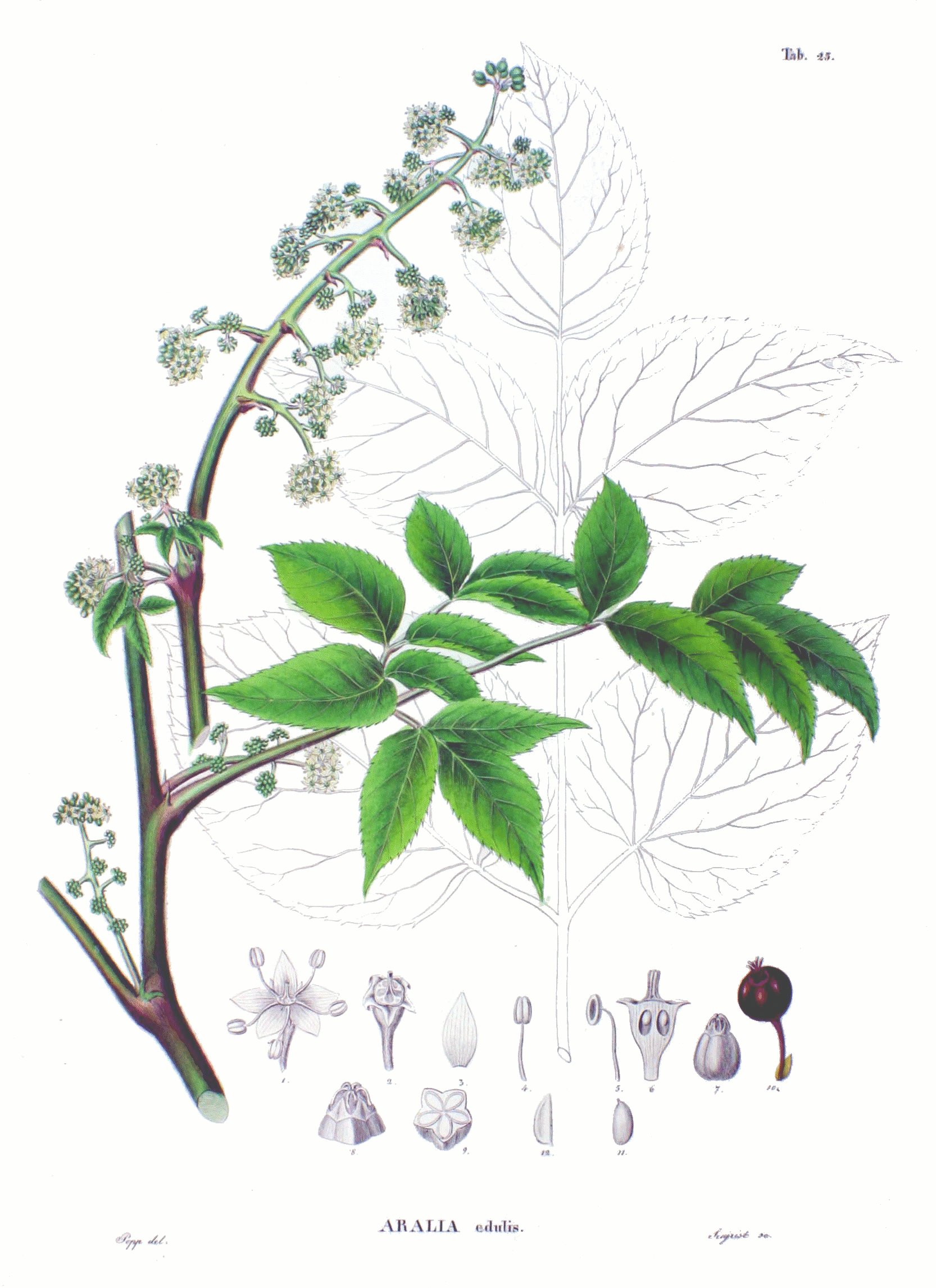
Sektion Aralia: Illustration von Aralia cordata

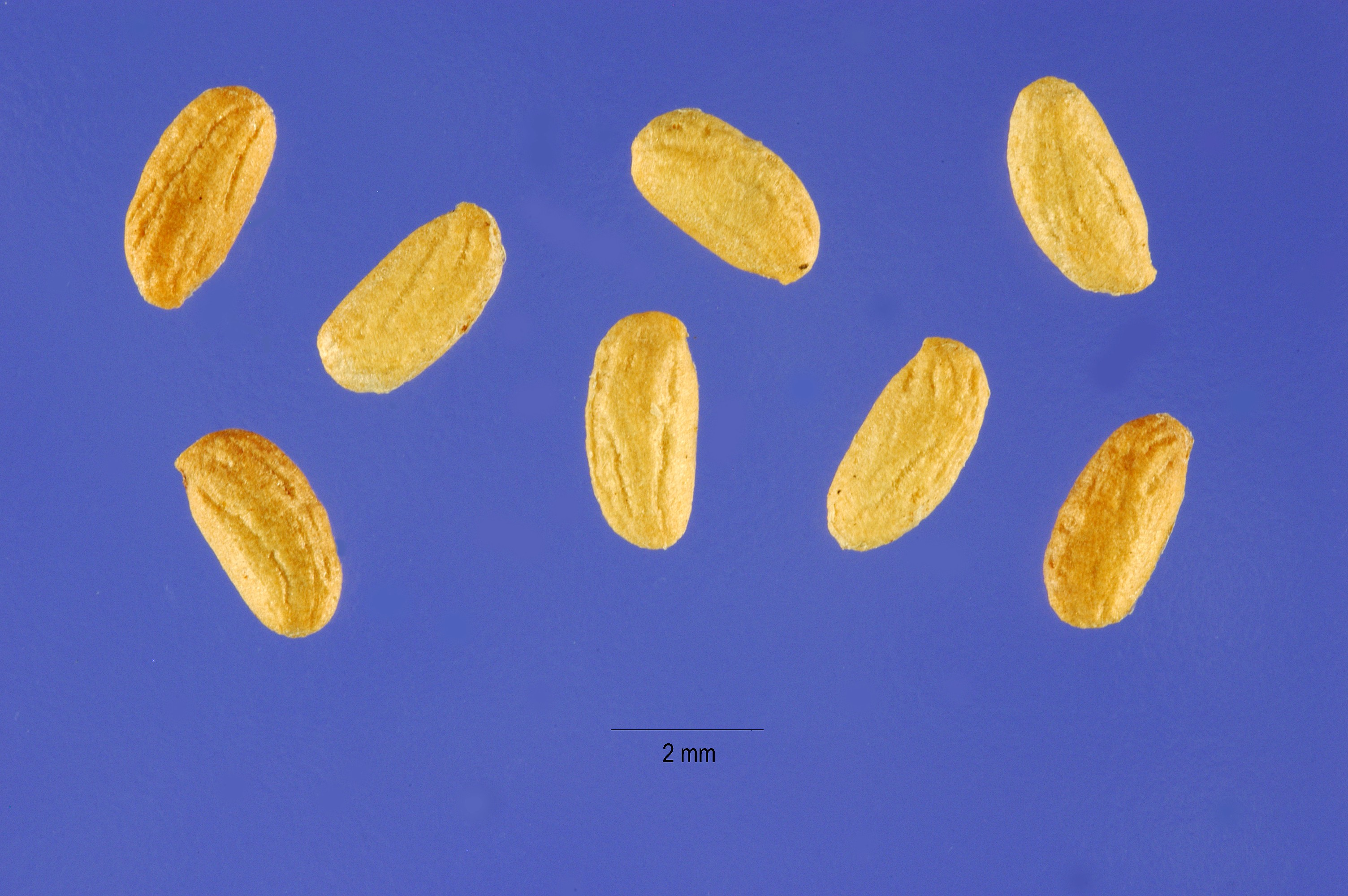
Sektion Nanae: Samen von Aralia nudicaulis

### Erscheinungsbild
Aralia-Arten wachsen als meist laubabwerfende Sträucher bis kleine Bäume oder oft als ausdauernde krautige Pflanzen mit Rhizomen als Überdauerungsorganen, selten als Lianen. In der Sektion Pentapanax gedeihen mehrere Arten als Epiphyten, die anderen Arten wachsen terrestrisch. Der Stamm und die Äste sind nur bei der Sektion Dimorphanthus mit Stacheln bewehrt.

### Laubblätter und Nebenblätter
Die wechselständig angeordneten Laubblätter sind groß und in Blattstiel und -spreite gegliedert. Die zusammengesetzten Blattspreiten sind einfach bis vierfach gefiedert (bei den anderen Gattungen sind sie nicht gefiedert, sondern höchstens handförmig gelappt bis geteilt). Die Fiedern der zweiten oder dritten Ordnung sind oft dreiteilig (beispielsweise Aralia racemosa). Die Blattrhachis ist gegliedert. Die drei bis 20 Blattfiedern besitzen glatte bis gesägte, gekerbte oder gewellte Blattränder.
Die Behaarung der Blattfiedern ist ein wichtiges Bestimmungsmerkmal, da sehr unterschiedliche Trichome vorkommen. Die Blattränder können mit weichen Haaren bewimpert sein. Die Blattoberseite beispielsweise von Aralia atropurpurea kann rau behaart sein mit kurzen, steifen, weißen Trichomen, die meist eine angeschwollene Basis aufweisen. Die Blattunterseite kann spärlich weich oder flaumig, kurz (beispielsweise Aralia thomsonii) oder dicht wollig, weich behaart sein (beispielsweise Aralia dasyphylloides). Die Trichome können verzweigt sein (beispielsweise Aralia humilis), lang und weich (beispielsweise Aralia nudicaulis), zweizellig (beispielsweise Aralia racemosa, Aralia cordata) oder mehrzellig (beispielsweise Aralia elata) sein.
Es sind meist zwei Nebenblätter vorhanden, die mit der Basis des Blattstieles verwachsen sein können.

### Blüten-/Fruchtstände und Blütenstiele
Die end- oder seitenständigen auf einem Blütenstandsschaft stehenden, meist verzweigten, also zusammengesetzten, rispigen, schirmrispigen oder doldigen Gesamtblütenstände sind aus doldigen, kopfigen oder traubigen Teilblütenständen zusammengesetzt und enthalten viele Blüten; selten ist ein einfacher doldiger Blütenstand ausgebildet. Es sind Trag- (Brakteen) und Deckblätter (Brakteolen) vorhanden. Die Blütenstiele sind meist unterhalb des Fruchtknotens gegliedert; bei den nah verwandten Arten Aralia excelsa und Aralia bahiana sind sie nicht gegliedert.

### Blüten
Die Blüten sind meist zwittrig. Bei manchen Arten liegt Andromonözie vor, es sind also neben den zwittrigen Blüten auch funktional männliche Blüten vorhanden. Bei der einzigen zweihäusig getrenntgeschlechtigen (diözischen) Art Aralia nudicaulis besitzen die männlichen Blüten deutlich längere Staubfäden als bei den funktional weibliche Blüten.
Die radiärsymmetrischen Blüten sind meist fünfzählig, oder seltener sechs- bis zwölfzählig, mit doppelter Blütenhülle. Es ist ein Blütenbecher vorhanden. Die meist fünf, seltener bis zu zwölf Kelchblätter bilden einen Kranz mit fünf, seltener bis zu zwölf dreieckigen bis gerundeten, meist winzigen Kelchzähnen. Die fünf, seltener bis zu zwölf Kronblätter sind mehr oder weniger eiförmig und überlappen sich dachziegelartig. Es ist nur ein Kreis mit fünf, seltener bis zu zwölf Staubblättern vorhanden, die in der Blütenknospe zurückgekrümmt sind. Die Pollenkörner sind in polarer Betrachtung dreieckig bis gerundet und sind dreicolporat. Meist fünf, selten drei oder sechs bis zwölf Fruchtblätter sind zu einem unterständigen, drei- bis zwölfkammerigen Fruchtknoten verwachsen. Es ist je nach Art ein herausragender bis flacher Diskus vorhanden. Die meist fünf, selten drei oder sechs bis zwölf Griffel sind vollkommen frei (beispielsweise Aralia nudicaulis) oder an ihrer Basis bis fast vollständig (beispielsweise Aralia excelsa) verwachsen.

### Früchte und Samen
Die mehr oder weniger kugeligen, beerenähnlichen Steinfrüchte, die auch als Beeren gedeutet werden (Wen 2011), sind fünf- bis zwölfkammerig, manchmal drei- bis fünfkantig. Die Früchte färben sich bei Reife meist dunkel-purpurfarben bis schwarz, nur bei Aralia henryi färben sie sich leuchtend rot.
Die seitlich abgeflachten Samen (Pyrene, Steinkerne) enthalten Endosperm; die Samenoberfläche ist glatt (bei der Gattung Panax ist sie rau).

### Chromosomensätze
Die Chromosomengrundzahl beträgt x = 12. In den Sektionen Aralia und Nanae kommen neben diploiden auch tetraploide Chromosomensätze (Polyploidie) vor.

## Systematik und Verbreitung
Die Gattung Aralia wurde 1753 von Carl von Linné in Species Plantarum, Band 1, Seite 273–274 aufgestellt. Als Lectotypusart wurde Aralia racemosa L. festgelegt. Der Gattungsname Aralia wurde „anscheinend von einem kanadischen Pflanzennamen abgeleitet“, so wird die Ansicht vertreten: Aralia leitet sich von dem Namen aralie ab, welcher französisch-kanadischen oder amerikanisch-indianischen, möglicherweise auch irokesischen Ursprungs ist.
Synonyme für Aralia L. sind: Acanthophora Merr., Coemansia Marchal, Coudenbergia Marchal, Cwangayana Rauschert, Dimorphanthus Miq. non Dimorphanthes Cass., Hunaniopanax C.J.Qi & T.R.Cao, Megalopanax Ekman, Neoacanthophora Bennet, Parapentapanax Hutch., Pentapanax Seem. und Sciadodendron Griseb.
Die etwa 71 Arten kommen hauptsächlich in Asien, besonders in Südostasien und China, und mit nur etwa 14 Arten in der Neuen Welt vor.
Die Gattung Aralia gehört zur Unterfamilie Aralioideae innerhalb der Familie Araliaceae. Sie ist mit etwa 71 Arten die fünft artenreichste Gattung der Familie Araliaceae.
Der Umfang der Gattung wurde kontrovers diskutiert, besonders ob die 18 bis 22 Arten der Gattung Pentapanax zu Aralia gestellt werden. Mehrere Arbeiten von Jun Wen, zuletzt 2011, klärten den Umfang der Gattung Aralia. Nach phylogenetischen Untersuchungen gliederte Jun Wen die Gattung Aralia neu in sechs Sektionen:

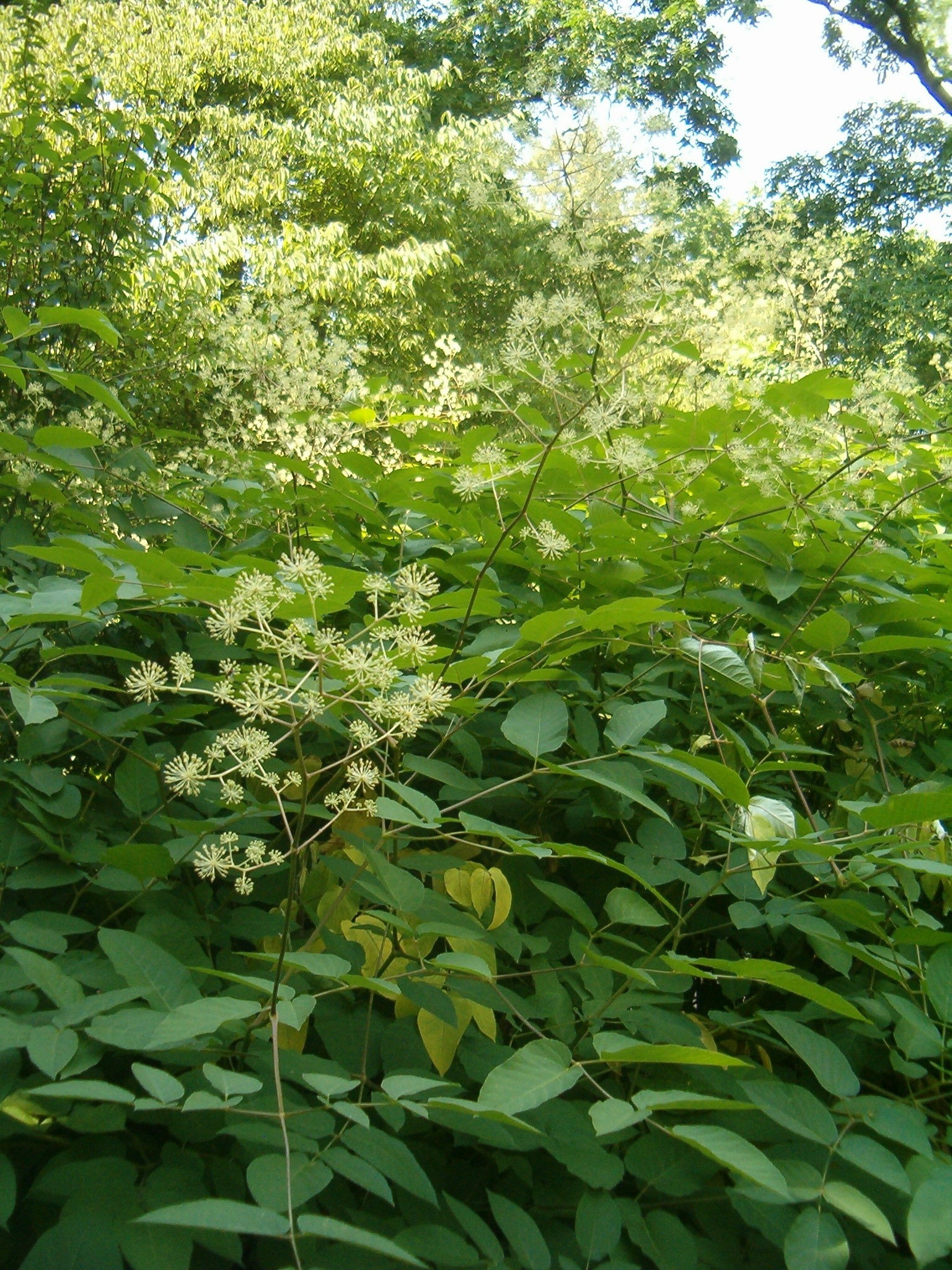
Sektion Aralia: Habitus, gefiederte Laubblätter und verzweigte Blütenstände von Aralia californica

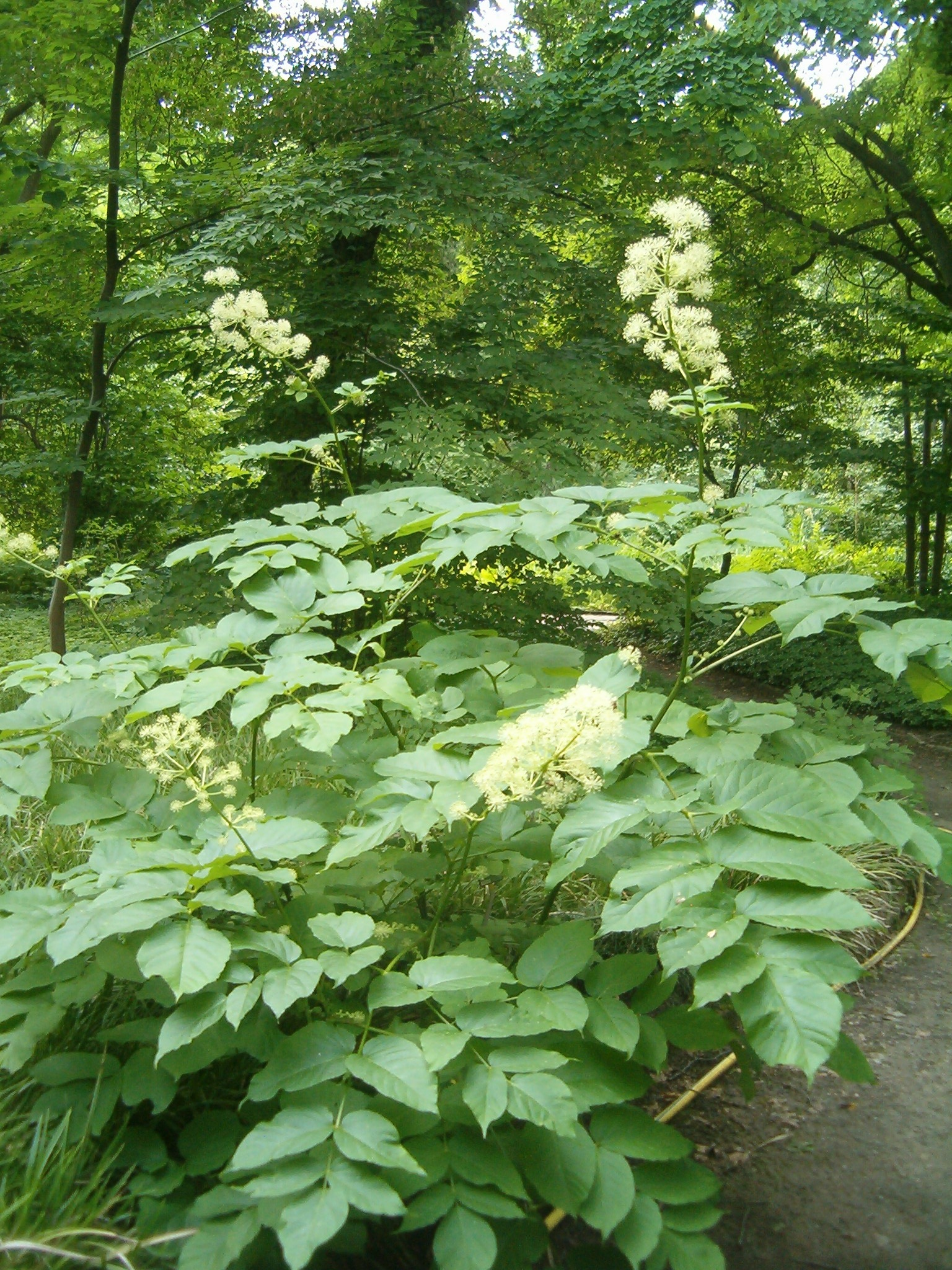
Sektion Aralia: Habitus, gefiederte Laubblätter und knospige Blütenstand von Aralia cordata

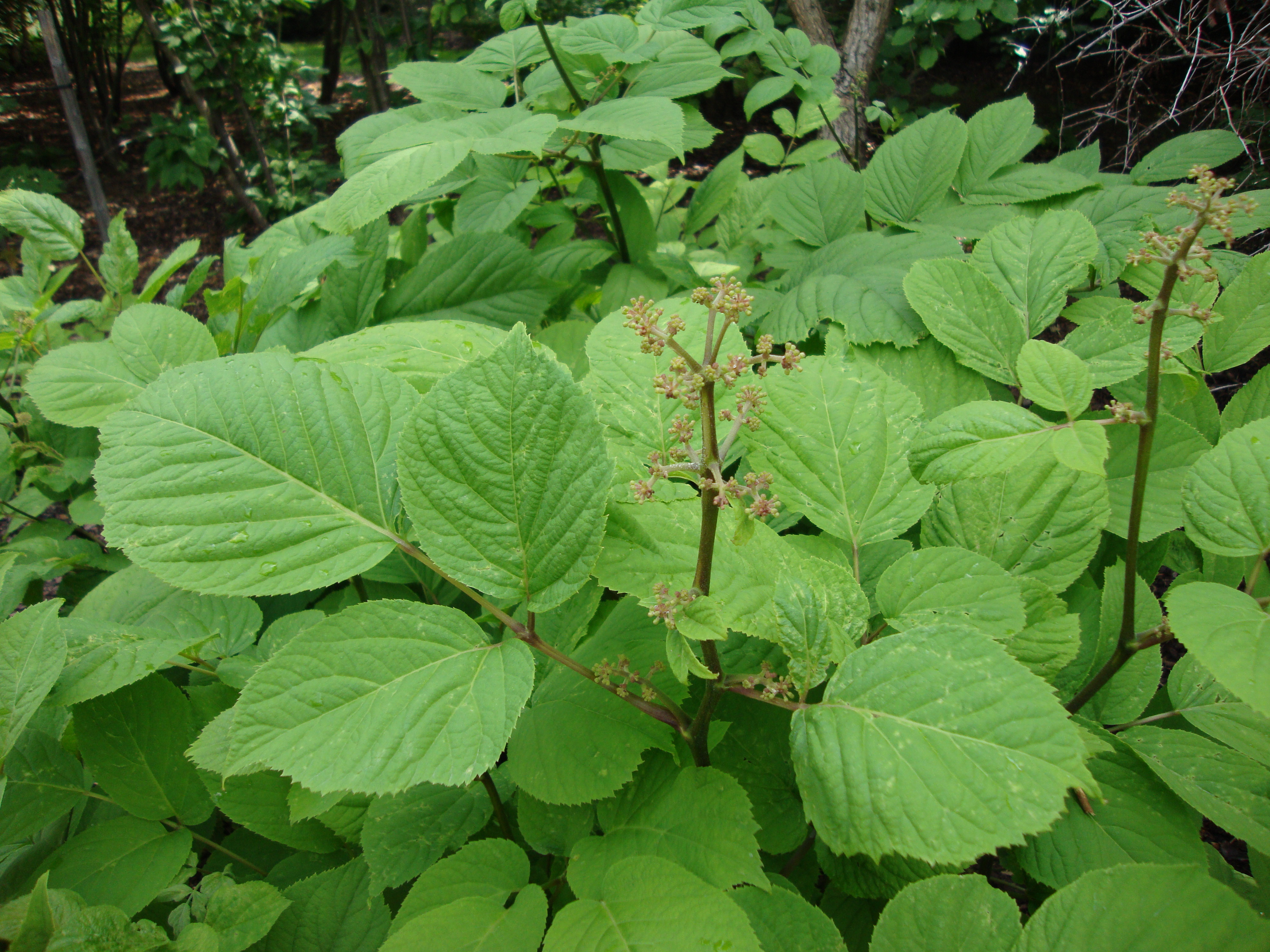
Sektion Aralia: Habitus, gefiederte Laubblätter und knospige Blütenstände von Aralia continentalis

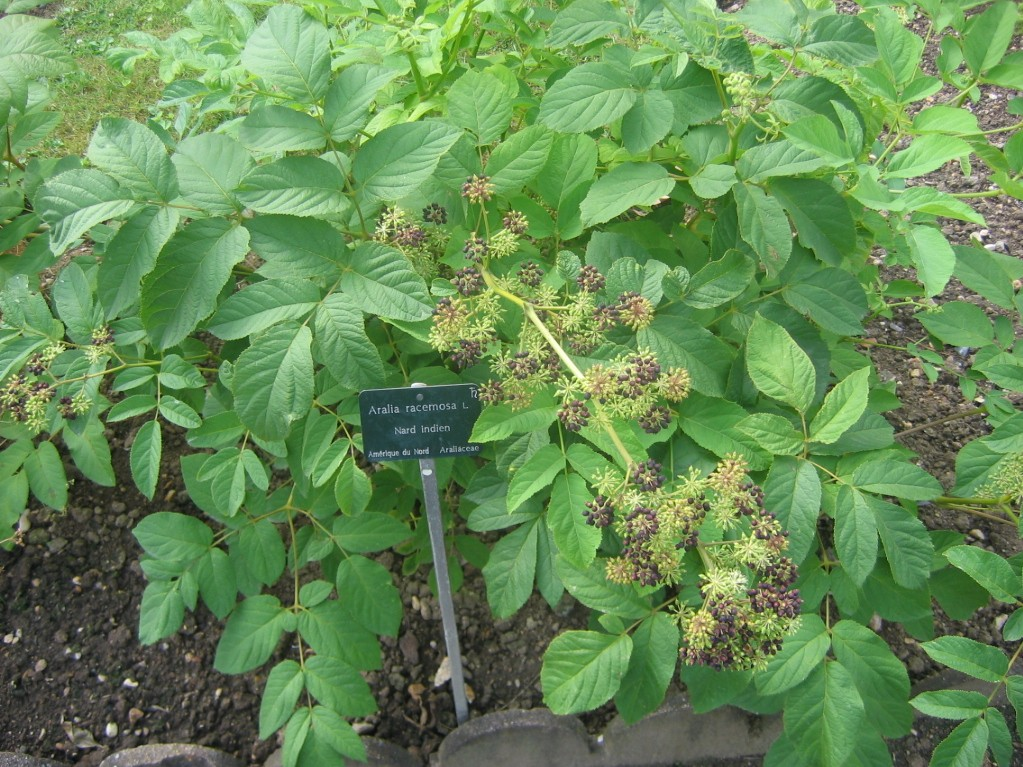
Sektion Aralia: Habitus, gefiederte Laubblätter und verzweigter Blüten-/Fruchtstand von Aralia racemosa

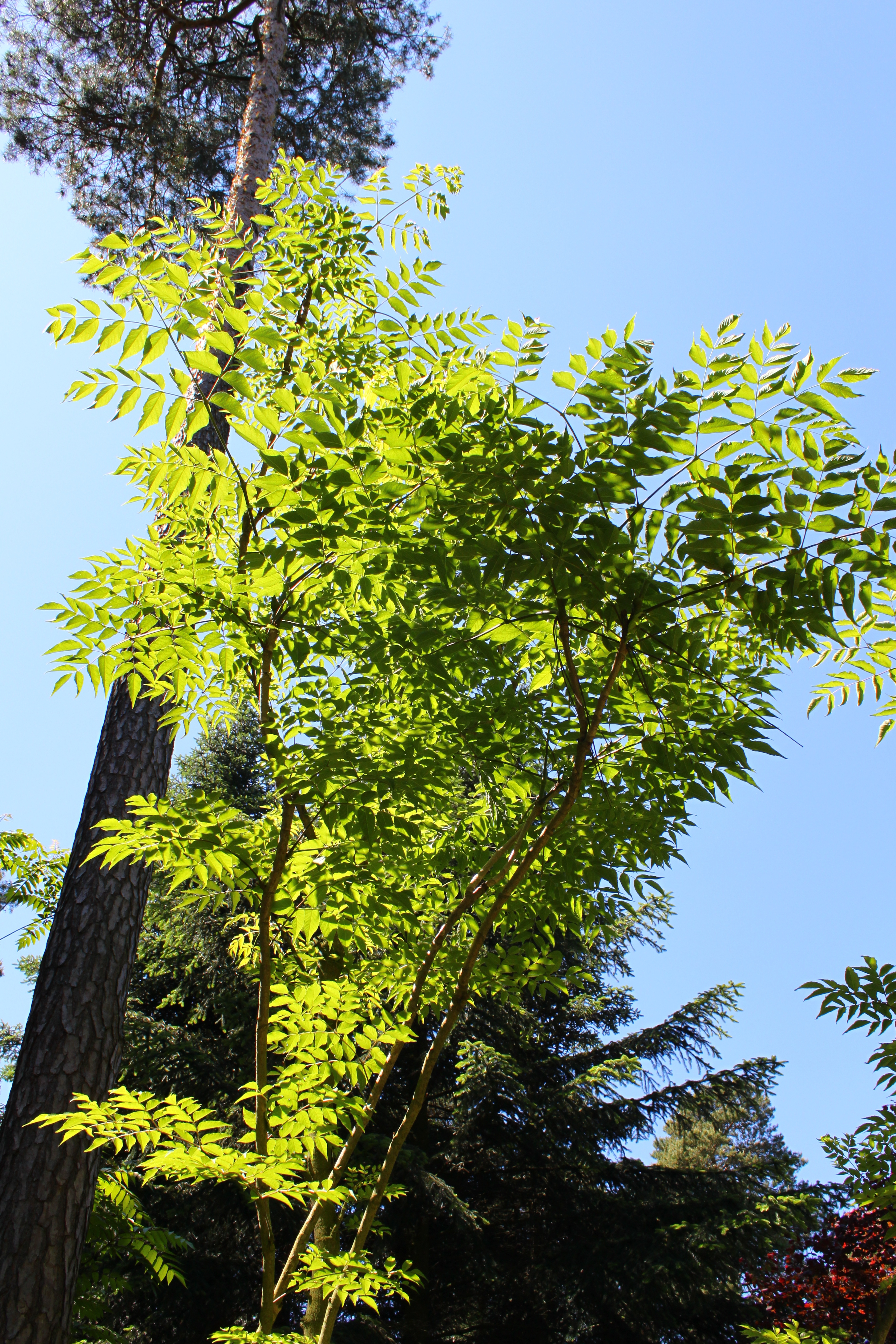
Sektion Dimorphanthus: Habitus und gefiederte Laubblätter von Aralia chinensis

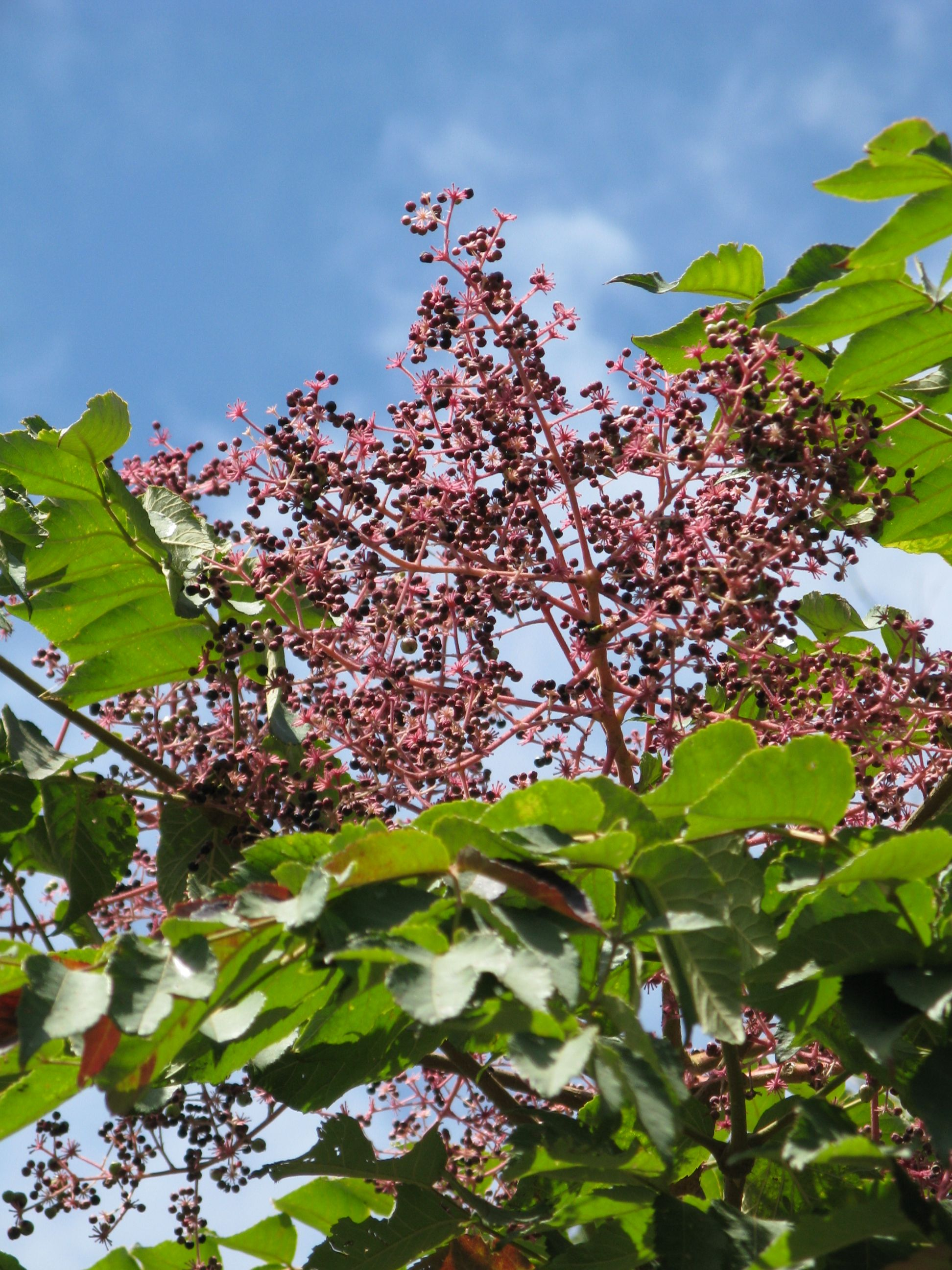
Sektion Dimorphanthus: Fruchtstände von Japanische Aralie (Aralia elata)

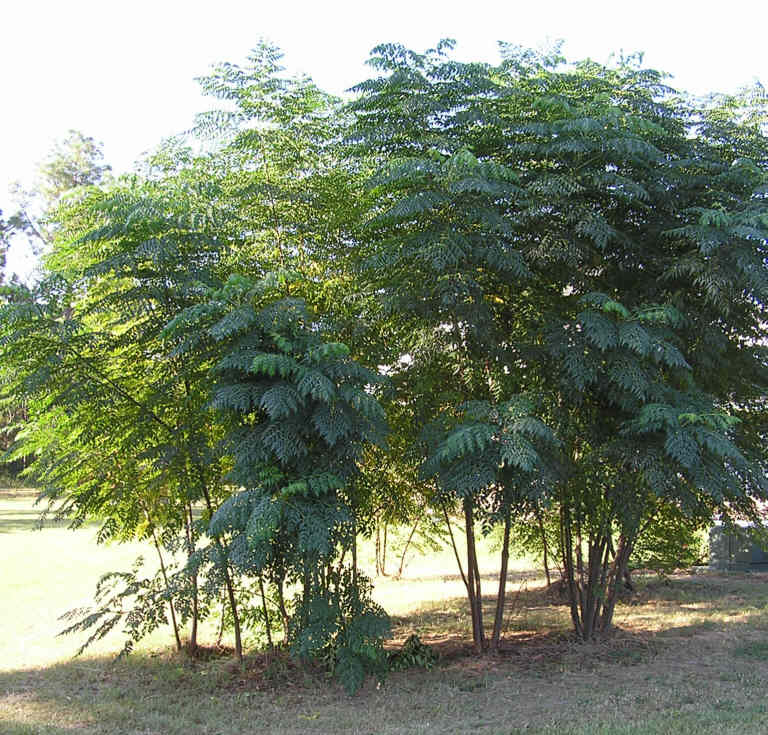
Sektion Dimorphanthus: Aralia spinosa

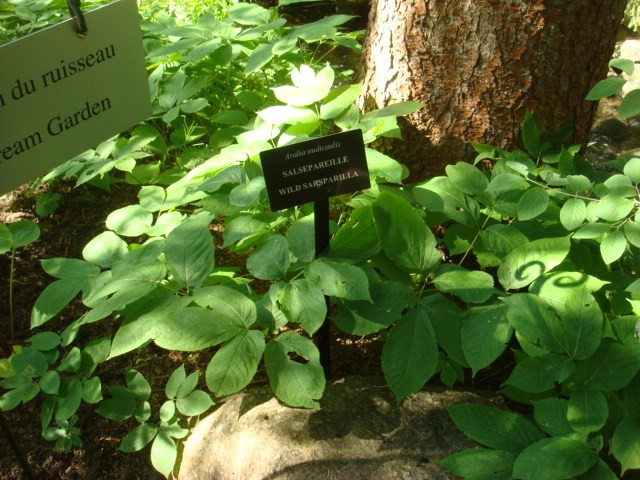
Sektion Nanae: Habitus und gefiederte Laubblätter von Aralia nudicaulis

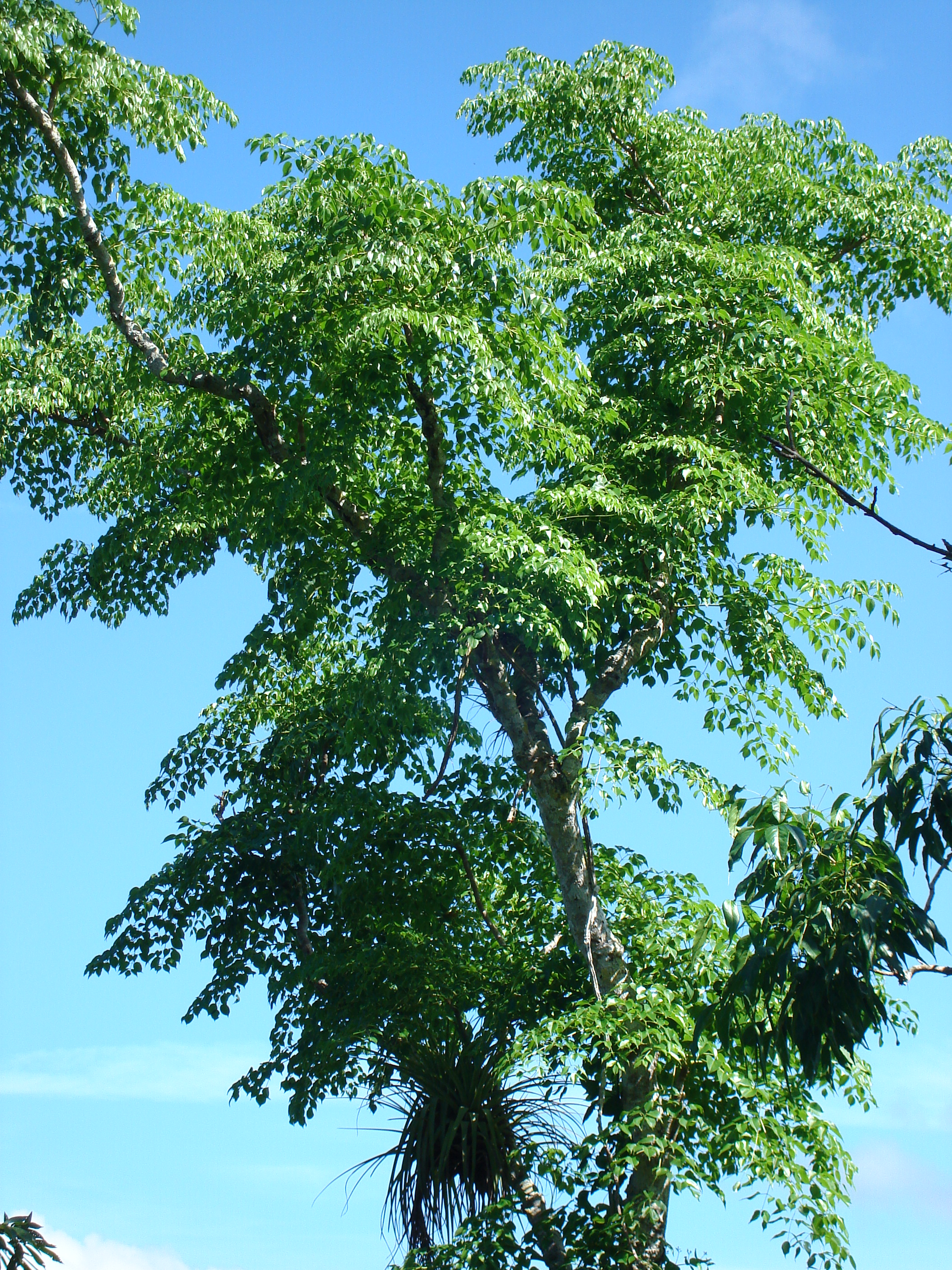
Sektion Sciadodendron: Aralia rex wächst in Kuba als Baum

- Sektion Aralia: (Aralia sect. Aralia, Syn.: Aralia sect. Anomalae Harms, Aralia sect. Genuinae Harms, Typusart ist Aralia racemosa L.): Es sind verzweigte, ausdauernde krautige Pflanzen mit einfachen Rhizomen. Sie besitzen ein gut ausgebildetes Wurzelsystem. Die Trichome sind einfach. Die Blattspreiten sind am unteren Bereich des Stängels zwei- oder dreifach und am oberen Bereich ein- oder zweifach gefiedert. Die doldigen Teilblütenstände stehen in end- oder seitenständigen, robusten, doldigen oder rispigen Gesamtblütenständen zusammen. Es sind Nebenblätter vorhanden. Die bei einem Durchmesser von 1 bis 2 Millimeter kleinen Blüten sind fünfzählig. Die Früchte färben sich bei Reife dunkelpurpurfarben oder manchmal rot. Die etwa 14 Arten sind im östlichen Asien, im Himalaya, im östlichen und westlichen Nordamerika verbreitet:
  - Aralia apioides Hand.-Mazz.: Sie gedeiht an schattigen und feuchten Standorten in Fichtenwäldern, in Lorbeer- und Misch-Nadelwäldern in Höhenlagen von 3000 bis 3600 Metern im südöstlichen Tibet und in den chinesischen Provinzen nordwestliches Yunnan sowie westliches Sichuan.[7]
  - Aralia atropurpurea Franch. (Syn.: Panax atropurpureus (Franch.) Hand.-Mazz., Aralia yunnanensis Franch., Aralia fargesii Franch. var. yunnanensis (Franch.) H.L.Li, Aralia melanocarpa (H.Lév.) Lauener, Eleutherococcus melanocarpus H.Lév., Aralia dumetorum Hand.-Mazz.): Sie gedeiht in Lorbeer-, Misch-Nadelwäldern oder immergrünen Wäldern in Höhenlagen von 1800 bis 3300 Metern in den chinesischen Provinzen Sichuan sowie Yunnan.[7]
  - Aralia bicrenata Wooton & Standl.: Heimat sind die südwestlichen USA und das nördliche Mexiko.[6]
  - Aralia cachemirica Decne.: Sie gedeiht in Höhenlagen von 1700 bis 4700 Metern im nordwestlichen Himalaya.[6]
  - Aralia californica S.Watson: Heimat ist Kalifornien und Oregon.[6]
  - Aralia continentalis Kitag.: Heimat ist China, Korea und Russlands Ferner Osten.[6]
  - Aralia cordata Thunb. (Syn.: Aralia schmidtii Pojark., Aralia taiwaniana Y.C.Liu & F.Y.Lu): Sie kommt von Sachalin bis China, Japan, Korea und Taiwan vor.[6]
  - Aralia fargesii Franch. (Syn.: Aralia kansuensis G.Hoo): Sie gedeiht in Höhenlagen von 1750 bis 3400 Metern in den chinesischen Provinzen Hubei, Chongqing, Gansu, Sichuan, Shaanxi sowie Qinghai.[7]
  - Aralia glabra Matsum.: Dieser Endemit kommt nur im zentralen und im südwestlichen Bereich der japanischen Insel Honshū[6] in Höhenlagen von 1430 bis 1810 Metern vor, dort gedeiht sie an schattigen Standorten in Abies- oder Tsuga-Wäldern.
  - Aralia henryi Harms (Syn.: Aralia pilosa Franch.): Sie gedeiht an schattigen Standorten in Wäldern in Höhenlagen von 1000 bis 2300 Metern in den chinesischen Provinzen in Anhui, Chongqing, Gansu, Guizhou, Hubei, Hunan, Shaanxi, Sichuan sowie Yunnan.[7]
  - Aralia racemosa L.: Heimat ist das östliche Kanada und die nördlich-zentralen und östlichen Vereinigten Staaten.[6]
  - Aralia tibetana G.Hoo: Heimat ist Tibet und der zentrale und östliche Himalaya.[6]

- Sektion Dimorphanthus (Miq.) Miq. (Aralia sect. Dimorphanthus (Miq.) Miq., Syn.: Aralia sect. Arborescentes Harms, Aralia sect. Capituligerae Harms, Aralia sect. Digitatipanicula Hoo in Hoo & Tseng. Typusart Aralia elata (Miq.) Miq.): Es sind unbewehrte Halbsträucher, Sträucher und Bäume, manchmal Lianen. Die Blattspreiten sind zwei- oder manchmal drei- bis vierfach gefiedert (beispielsweise Aralia armata, Aralia finlaysoniana, Aralia ferox). Es sind Nebenblätter und einfache Trichome vorhanden. Sie sind andromonözisch oder zwittrig. Die vielen doldigen Teilblütenstände sind in endständigen, großen, 20 bis 150 Zentimeter langen rispigen oder doldigen Gesamtblütenständen angeordnet. Die Blüten sind fünfzählig. Die Griffel sind frei oder an ihrer Basis verwachsen. Die Früchte färben sich bei Reife dunkel-purpurfarben bis schwarz. Die etwa 29 Arten kommen in einem disjunktem Areal im gemäßigten bis tropischen Asien und östlichen Nordamerika vor:
  - Aralia armata (Wall. ex Don) Seem.: Sie kommt vom östlichen Himalaja bis ins östliche Indien und bis Indochina vor.[6]
  - Aralia bipinnata Blanco: Es gibt zwei Varietäten:
    - Aralia bipinnata Blanco var. bipinnata: Heimat sind die Philippinen, Taiwan und das westliche Neuguinea.[6]
    - Aralia bipinnata Blanco var. apoensis (Elmer) J.Wen: Dieser Endemit kommt nur auf dem Mount Apo auf Mindanao vor.[6]

  - Aralia chinensis L.: Sie kommt vom südlichen China bis Hainan vor, außerdem auf Borneo.[6] Es gibt zwei Varietäten.[6]
  - Aralia dasyphylla Miq.: Heimat ist das westliche Malesien.[6]
  - Aralia dasyphylloides (Hand.-Mazz.) J.Wen: Heimat ist das südliche China.[6]
  - Aralia debilis J.Wen: Sie kommt in den chinesischen Provinzen Guangdong und Guangxi vor.[6]
  - Aralia decaisneana Hance: Heimat ist Taiwan.[6]
  - Aralia echinocaulis Hand.-Mazz.: Heimat ist das zentrale und südöstliche China.[6]
  - Japanische Aralie (Aralia elata (Miq.) Seem.): Es gibt vier Varietäten:
    - Aralia elata (Miq.) Seem. var. elata: Sie kommt in China, im südlichen Sachalin, in Japan und im südlichen Korea vor.[6]
    - Aralia elata (Miq.) Seem. var. inermis (Yanagita) J.Wen: Dieser Endemit kommt nur auf den japanischen Izu-Inseln vor.[6]
    - Aralia elata (Miq.) Seem. var. mandshurica (Rupr. & Maxim.) J.Wen: Heimat ist das nördliche China, Korea und Russlands Ferner Osten.[6]
    - Aralia elata (Miq.) Seem. var. ryukyuensis J.Wen: Sie kommt von den Nansei-Inseln bis ins nordwestliche Taiwan vor.[6]

  - Aralia ferox Miq.: Sie kommt von Sumatra bis ins westliche Java vor.[6]
  - Aralia finlaysoniana (Wall. ex Don) Seem.: Sie kommt im südlichen China, in Thailand und in Vietnam vor.[6]
  - Aralia foliolosa Seem. ex C.B.Clarke: Sie kommt von östlichen Himalaja bis ins südliche und zentrale China vor.[6]
  - Aralia frodiniana J.Wen: Dieser Endemit kommt nur im südwestlichen Sulawesi vor.[6]
  - Aralia gintungensis C.Y.Wu: Sie kommt von Yunnan bis ins nördliche Myanmar vor.[6] Es gibt zwei Varietäten.[6]
  - Aralia hiepiana J. Wen & Lowry: Heimat ist Vietnam.[6]
  - Aralia hispida Vent.: Heimat ist das östliche und zentrale Kanada und die nördlichen und östlichen Vereinigten Staaten.[6]
  - Aralia malabarica Bedd.: Heimat ist das südliche Indien.[6]
  - Aralia merrillii C.B.Shang: Sie kommt vom südlichen Indochina bis ins westliche und zentrale Malesien vor.[6]
  - Aralia montana Blume: Sie kommt in Sumatra und Java vor.[6]
  - Aralia officinalis Z.Z.Wang: Heimat ist das zentrale China.[6]
  - Aralia scaberula G.Hoo: Sie kommt in den chinesischen Provinzen Fujian und Jiangxi vor.[6]
  - Aralia searelliana Dunn: Sie kommt vom südlichen Yunnan bis Myanmar und Vietnam vor.[6]
  - Aralia spinifolia Merr.: Sie kommt im Taiwan und im südöstlichen China vor.[6]
  - Aralia spinosa L.: Heimat sind die zentralen und östlichen Vereinigten Staaten.[6]
  - Aralia stipulata Franch.: Heimat ist das zentrale China.[6]
  - Aralia thomsonii Seem. ex C.B.Clarke: Sie kommt im südöstlichen Indien und vom östlichen Himalaja bis China und die Malaiische Halbinsel vor.[6]
  - Aralia undulata Hand.-Mazz.: Sie kommt im nördlichen Vietnam und im zentralen und südlichen China vor.[6]
  - Aralia urticifolia Miq.: Heimat ist das westliche Java.[6]
  - Aralia vietnamensis T.-D.Ha: Sie kommt im nördlichen Vietnam und im südlichen China vor.[6]

- Sektion Humiles Harms (Aralia sect. Humiles Harms, Typusart Aralia humilis Cav.): Es sind unbewehrte Sträucher. Die Blattspreiten sind ein- oder zweifach (Aralia regeliana) gefiedert. Es sind Nebenblätter vorhanden. Die Trichome der Blattunterseite sind verzweigt. Es sind Stomata auf beiden Blattflächen vorhanden. Die Blüten sind meist fünf-, selten sechszählig. Die Früchte färben sich bei Reife dunkel-purpurfarben. Fünf bis fünfzehn doldige Teilblütenstände stehen in einem endständigen, lockeren, rispigen Gesamtblütenstand zusammen. Die nur drei Arten sind in Zentral- und Nordamerika verbreitet:
  - Aralia humilis Cav.: Sie kommt im südlichen Arizona, im südlichen New Mexico, in Mexiko, in Guatemala, Honduras, El Salvador und in Nicaragua vor.[6]
  - Aralia regeliana Marchal: Heimat ist das nordöstliche Mexiko.[6]
  - Aralia scopulorum Brandegee: Heimat ist Niederkalifornien.[6]

- Sektion Nanae Harms (Aralia sect. Nanae Harms, Typusart Aralia nudicaulis L.): Sie enthält nur eine Art:
  - Aralia nudicaulis L.: Sie ist in Nordamerika weitverbreitet von Neufundland bis ins nördliche Alberta und nördlich-zentrale British Columbia, südwärts bis ins nördliche Georgia in der östlichen Gebirgskette und Colorado sowie im östlichen Washington in der westlichen Gebirgskette in Höhenlagen zwischen 50 und 2700 Metern in unterschiedlichen Habitaten. Es ist eine stängellose, ausdauernde krautige Pflanze mit langen horizontalen Rhizomen, die verholzen können. Die Trichome sind einfach und schmal, selten an ihrer Spitze verzweigt. Sie ist zweihäusig getrenntgeschlechtig (diözisch). Es wird ein einzelner, über einem grundständigen, langen Blütenstandsschaft stehender, bündeliger Gesamtblütenstand gebildet, der aus meist drei (zwei bis sieben) doldigen Teilblütenständen zusammengesetzt ist. Die Blüten sind meist fünf-, selten sechszählig. Die meist fünf, selten sechs Griffel sind frei. Die Früchte färben sich bei Reife schwärzlich-purpurfarben.

- Sektion Pentapanax (Seem.) J.Wen (Aralia sect. Pentapanax (Seem.) J.Wen, Typusart Aralia leschenaultii (Seem.) J.Wen, Syn.: Pentapanax Seem., Typusart Pentapanax leschenaultii (DC.) Seem., Parapentapanax Hutch., Typusart Parapentapanax racemosus (Seem.) Hutch.): Es sind unbewehrte, verzweigte Sträucher und Bäume. Sie sind kahl oder besitzen einfache Trichome. Nebenblätter können fehlen. Die Blattspreiten sind meist einfach, selten zwei- oder dreifach (Aralia wilsonii und Aralia plumosa) gefiedert. Die doldigen oder manchmal traubigen (Aralia gigantea, Aralia lihengiana, and Aralia subcordata) Teilblütenstände stehen in endständigen, rispigen oder doldigen Gesamtblütenständen zusammen. Die Blütenstände stehen über haltbaren Tragblättern. Die Blüten sind fünfzählig. Die Griffel sind vollkommen oder an ihrer Basis verwachsen oder selten frei. Die Früchte färben sich bei Reife dunkel-purpurfarben. Die etwa 19 Arten sind in Asien weitverbreitet, besonders in der Sino-Himalaya-Region, beispielsweise im nördlichen Indien, Nepal und westlichen China; die Vorkommen reichen aber auch bis Java, in das nördliche Thailand und nördliche Vietnam:
  - Aralia caesia Hand.-Mazz.: Sie kommt in den chinesischen Provinzen Sichuan sowie Yunnan vor.[6]
  - Aralia castanopsiscola (Hayata) J.Wen: Dieser Endemit kommt nur im nördlichen und zentralen Taiwan vor.[6]
  - Aralia delavayi J.Wen: Heimat ist Sichuan und Yunnan.[6]
  - Aralia hypoglauca (C.J.Qi & T.R.Cao) J.Wen & Y.-F.Deng: Heimat ist Guangxi und Hunan.[6]
  - Aralia gigantea J.Wen: Sie kommt vom zentralen und östlichen Himalaja bis Yunnan vor.[6]
  - Aralia glabrifoliolata (C.B.Shang) J.Wen: Heimat ist das südöstliche Yunnan.[6]
  - Aralia indonesica Doweld (Syn.: Aralia laevis J.Wen): Dieser Endemit kommt nur im östlichen Java vor.[6]
  - Aralia kingdon-wardii J.Wen, Lowry & Esser: Sie kommt vom östlichen Himalaja bis Sichuan und Yunnan vor.[6]
  - Aralia leschenaultii (DC.) J.Wen: Sie kommt vom indischen Subkontinent bis Indochina und Yunnan vor.[6]
  - Aralia lihengiana J.Wen, L.Deng & X.Shi: Heimat ist Yunnan.[6]
  - Aralia parasitica (D.Don) J.Wen: Sie kommt vom indischen Subkontinent bis Thailand und China vor.[6]
  - Aralia plumosa H.L.Li: Heimat ist Sichuan und Yunnan.[6]
  - Aralia shangiana J.Wen: Heimat ist Yunnan.[6]
  - Aralia stellata (King) J.Wen: Sie kommt in Thailand und im nördlichen Myanmar vor.[6]
  - Aralia subcordata (Don) J.Wen: Sie kommt von Assam bis ins südwestliche Yunnan vor.[6]
  - Aralia tomentella Franch. (Syn.: Aralia franchetii J.Wen): Heimat ist das südliche China.[6]
  - Aralia verticillata (Dunn) J.Wen: Heimat ist Yunnan.[6]
  - Aralia wilsonii Harms: Heimat ist Sichuan und Yunnan.[6]

- Sektion Sciadodendron (Griseb.) J.Wen (Aralia sect. Sciadodendron (Griseb.) J.Wen, Typusart Aralia excelsa (Griseb.) J.Wen, Syn.: Sciadodendron Griseb., Typusart Sciadodendron excelsum Griseb., Coudenbergia Marchal, Typusart Coudenbergia warmingiana (Marchal) Marchal, Megalopanax Ekman ex Harms, Typusart Megalopanax rex Ekman ex Harms): Es sind unbewehrte, kahle Bäume oder große, verzweigte Sträucher. Die Blattspreiten sind zwei-, drei- oder vierfach gefiedert. Die doldigen Teilblütenstände sind in rispigen Gesamtblütenständen angeordnet, einige Blütenstände befinden sich meist an der Sprossspitze. Die Blütenstände stehen über Tragblättern. Die Blüten sind fünf-, sechs- bis zehn- oder selten zwölfzählig. Die Griffel sind frei oder an ihrer Basis verwachsen. Die Früchte färben sich bei Reife dunkel-purpurfarben. Die etwa fünf Arten sind in Zentral- und Südamerika sowie Kuba verbreitet:
  - Aralia bahiana J.Wen: Sie wurde 2011 aus dem östlichen Brasilien erstbeschrieben.[8][6]
  - Aralia excelsa (Griseb.) J.Wen: Sie kommt auf Hispaniola und vom südlichen Mexiko bis Venezuela vor.[6]
  - Aralia rex (Ekman ex Harms) J.Wen: Heimat ist Kuba.[6]
  - Aralia soratensis Marchal: Sie kommt in Bolivien, Peru und im nördlichen Argentinien vor.[6]

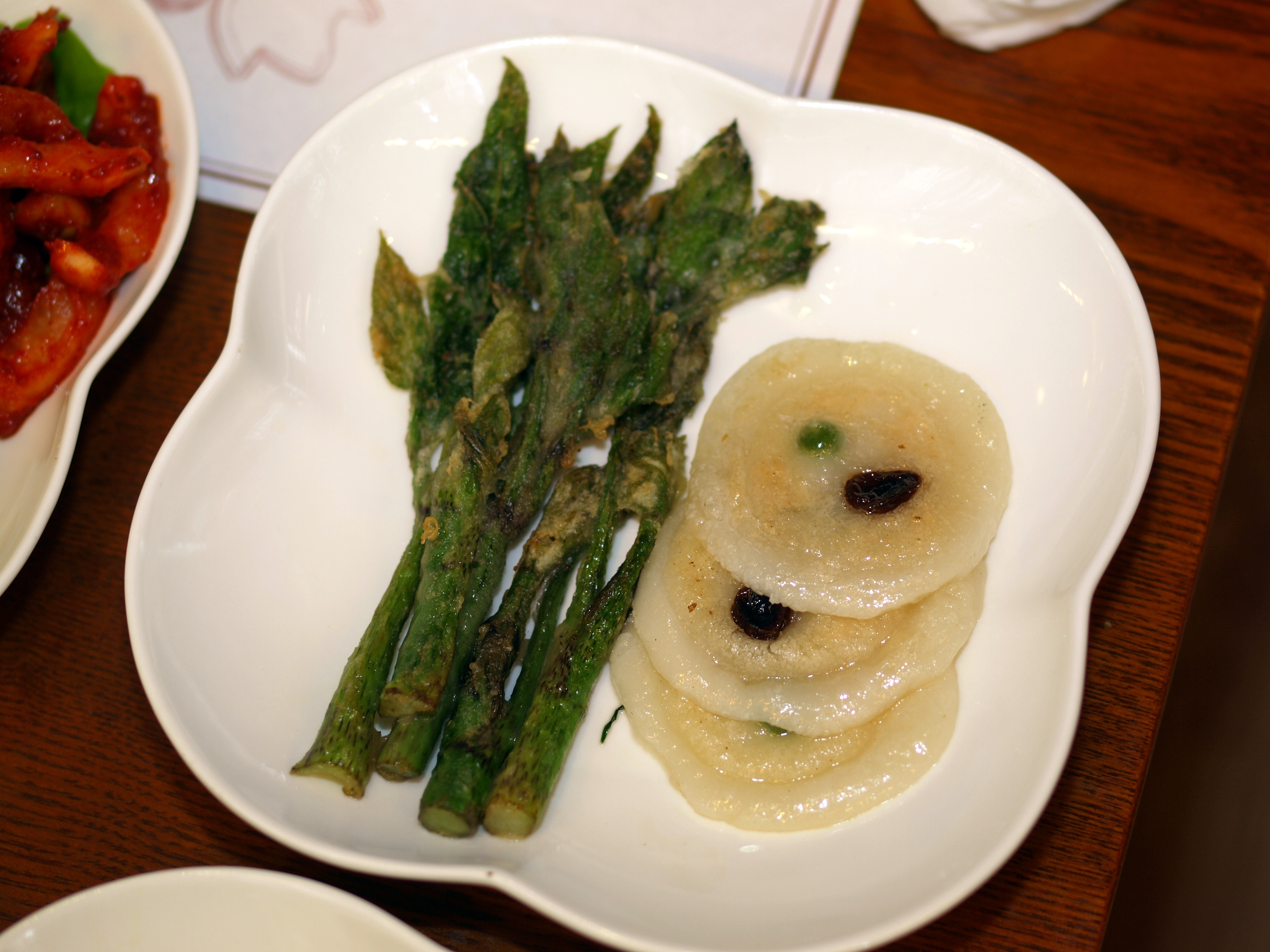
Japanische Aralie (Aralia elata) in der Koreanischen Küche

  - Aralia warmingiana (Marchal) J.Wen: Sie kommt in Bolivien, Brasilien, Argentinien und in Paraguay vor.[6]

## Nutzung
Einige Arten (besonders Aralia elata) werden als Zierpflanzen in Parks und Gärten genutzt.
Von einigen Arten werden die jungen Laubblätter gegart als Gewürzkräuter verwendet. Weiters werden die rohen und gegarten Laubblätter und Sprossachsenstücke einiger Arten als Salat oder Gemüse gegessen. Von wenigen Arten werden die Früchte roh oder gegart gegessen. Beispielsweise werden Aralia hispida und Aralia racemosa in Root Beer verwendet. Aus den unterirdischen Pflanzenteilen von Aralia nudicaulis wird ein Tee zubereitet. Viele Arten wurden auf ihre medizinischen Wirkungen untersucht.